# دون ويلسون (لاعب كرة قدم أمريكية)
دون ويلسون (بالإنجليزية: Don Wilson)‏ هو لاعب كرة قدم أمريكية ولاعب كرة قدم كندية أمريكي، ولد في 21 يوليو 1961 في واشنطن العاصمة في الولايات المتحدة.

## وصلات خارجية
- دون ويلسون على موقع مرجع كرة القدم المحترفة.كوم (الإنجليزية)